# نمرود، بلندی‌های جولان
نمرود (به لاتین: Nimrod) یک منطقهٔ مسکونی در اسرائیل است که در Golan Regional Council واقع شده‌است.
 نمرود  fiv نفر جمعیت دارد.